# De Kaerskorf/De Maen
De Kaerskorf en De Maen zijn twee historische panden in de binnenstad van de Nederlandse stad Delft en gelegen aan de Markt 2-4. De Kaerskorf is het meest in het oog springende hoekpand nabij de Cameretten. Aangezien de twee panden geschiedkundig met elkaar verbonden zijn, worden beide hieronder besproken.

## De Maen
Reeds in de 13e eeuw bevond zich een groot uit kloostermoppen opgetrokken gebouw van 10 x 5,5 meter, met de lange gevel gericht naar het Maerctvelt. Het bestond uit drie delen, waarbij het hoekpand reeds werd aangeduid met De Maen. Bij de stadsbrand van 1536 is dit gebouw verloren gegaan. Op deze plaats werd in 1639 een kleiner gebouw van 6 x 6 meter neergezet met dezelfde naam en bevatte twee houten winkelpuien en een stenen woonhuis boven de winkel. Het had ook twee achterkamers tot aan de Voldersgracht, waarvan de westelijk een eigen ingang had. Als eerste eigenaar wordt in 1539 een broodweger ‘op in de Maen' vermeld. Zijn weduwe betaalde in 1561 de 10e penning en in 1573 wordt een kuiper voor de helft eigenaar, waarbij het pand de naam krijgt van De Halve Maen. Eind 16e eeuw werd het pand een beleggingsobject en waarschijnlijk een huurhuis. In 1598 gaf de belegger toestemming tot nieuwbouw van de westelijke kamer tot een winkel met woonhuis. Rond 1760 werd het pand uiterlijk gemoderniseerd met gootlijsten met consoles in Lodewijk XV-stijl. Aangezien de noordelijke kamer alleen via De Maen was te bereiken, is in 1840 een verbindingen met De Kaerskorf gemaakt. Bijna 200 jaar was in de winkel een tabakszaak gevestigd. Op de winkelpui staat vermeld: Tabak-Snuif.

## De Kaerskorf
In de westelijke achterkamer vestigde zich een kaarsenmaker, waardoor het de naam De Caerscorff kreeg. In 1598 gaf de belegger van de Maen toestemming tot nieuwbouw van de westelijke kamer tot een winkel met woonhuis, waarbij de naam De Caerscorff bleef gehandhaafd. Uit een tekening van A. Oltmans uit 1836 blijkt dat het pand de oorspronkelijke trapgevels had, maar dat de ramen in de westelijke gevel reeds waren vervangen door vierruiters. De noordelijke gevel bezat nog de raamluiken en de eikenhouten trapomlijsting. In 1839 werd het uiterlijk van de westelijke gevel gemoderniseerd tot lijstgevel met schuifvensters en had het uiteindelijk rond 1900 sober lichtgrijs gepleisterde gevels zonder raamluiken.
Het pand heeft een breedte van twee vensterassen, bevat een parterre met winkelfunctie en twee verdiepingen, een T-dak en twee trapgevels. Aan de noordgevel bevindt zich een halfrond uitgebouwde traptoren. De westgevel bevat een winkelpui met voluut consoles. Voorts  bevatten de ramen een roedenverdeling met kleine ruitjes.

## Renovatie
In 1962 werden de Kaerskorf en de Maen in zwaar verwaarloosde staat aangekocht door Vereniging Hendrick de Keyser, die met een renovatie op basis van oude prenten en beschrijvingen van beide panden in 1963 begon. De Kaerskorf werd geheel teruggebracht in de staat van 1598 en voor De Maen vond een consoliderende renovatie plaats; de 19e-eeuwse winkelpui en het winkelinterieur bleven hierbij gespaard. In 1965 werden de beide panden, zoals ze ook nog in de huidige staat verkeren, opgeleverd. Sinds 1967 zijn beide een rijksmonument.

## Galerij

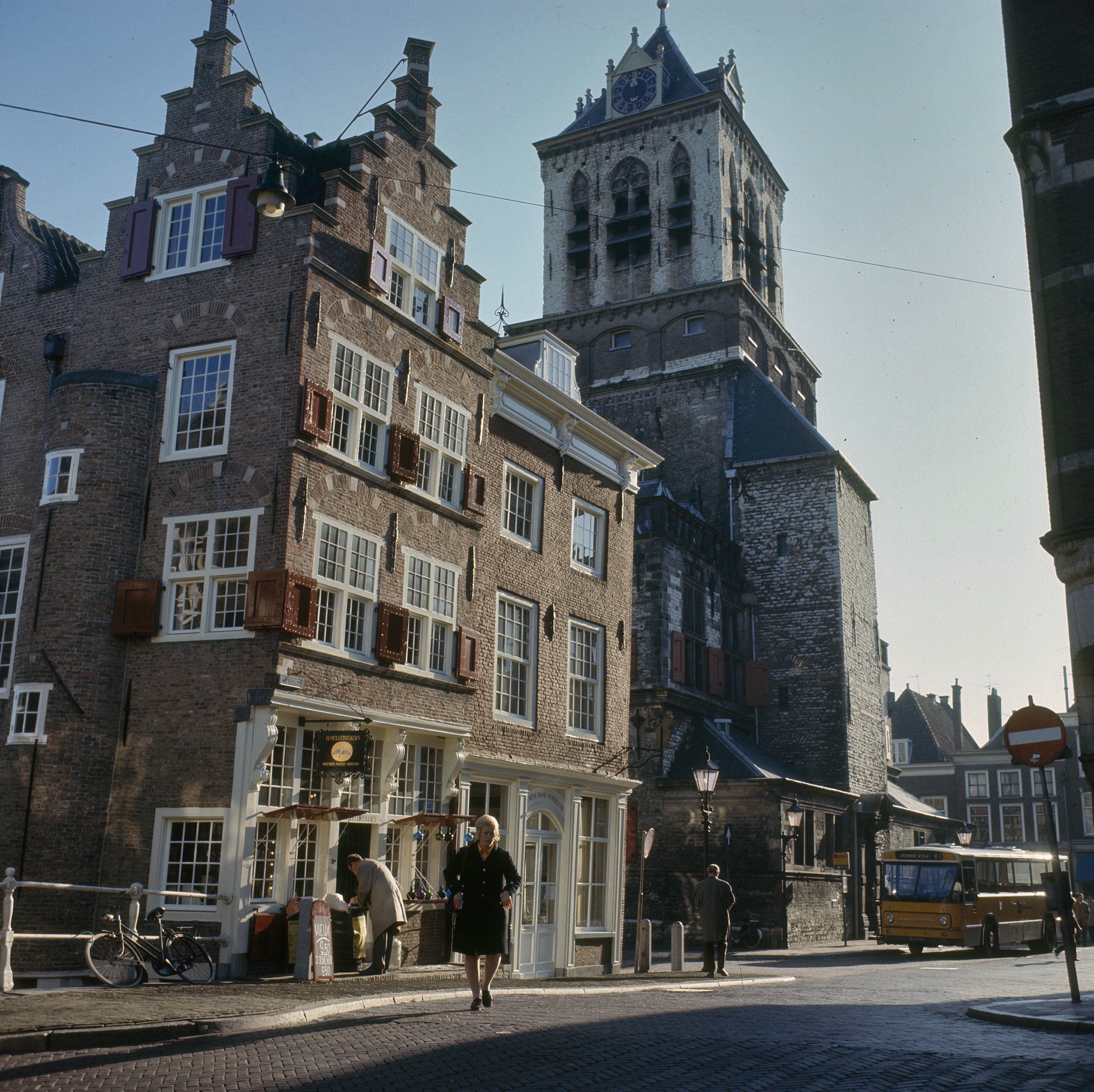
Overzicht met het stadhuis op de achtergrond
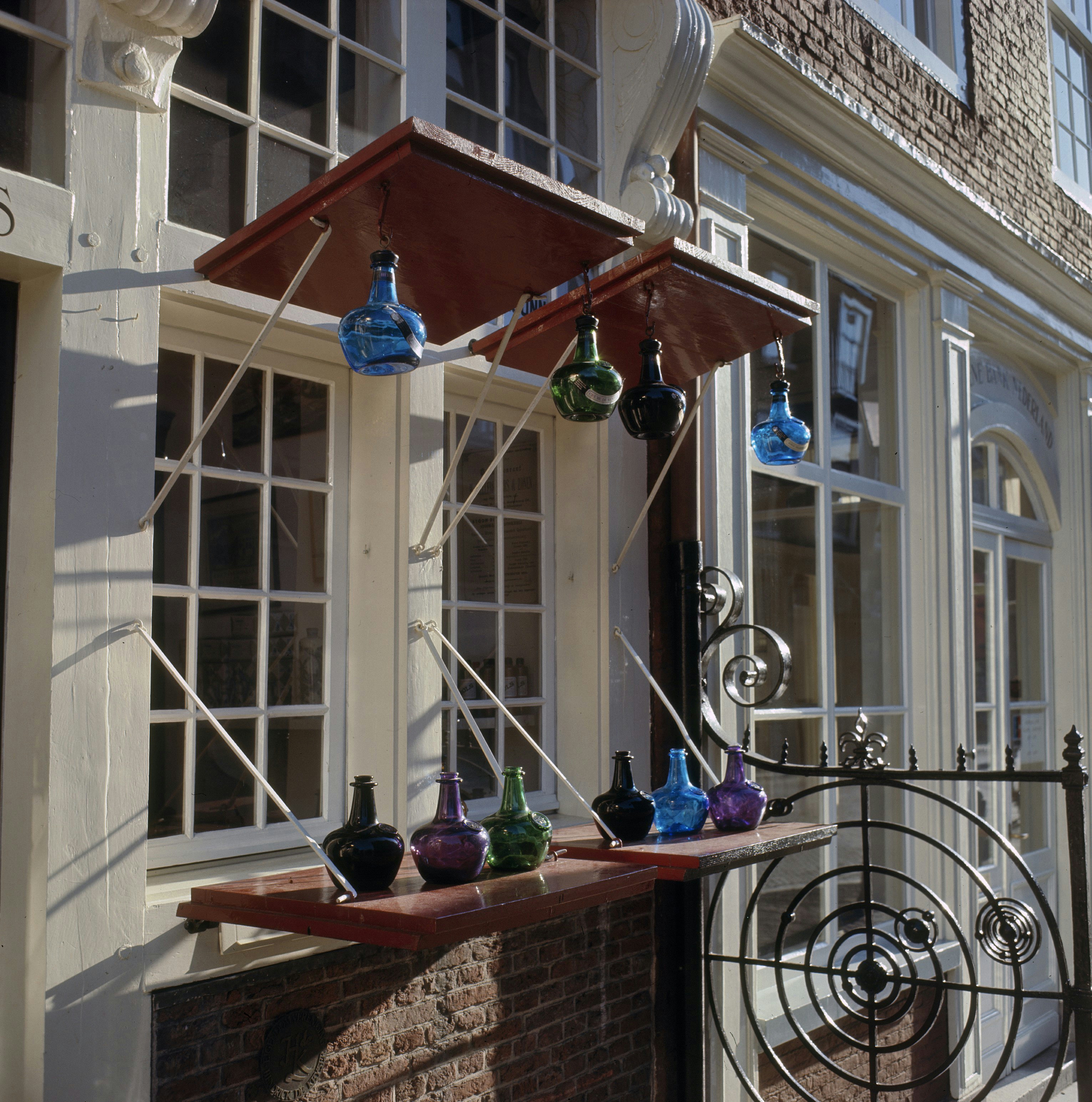
Detail van de winkelpui in de voorgevel met vensterluiken waarop wijnflessen staan
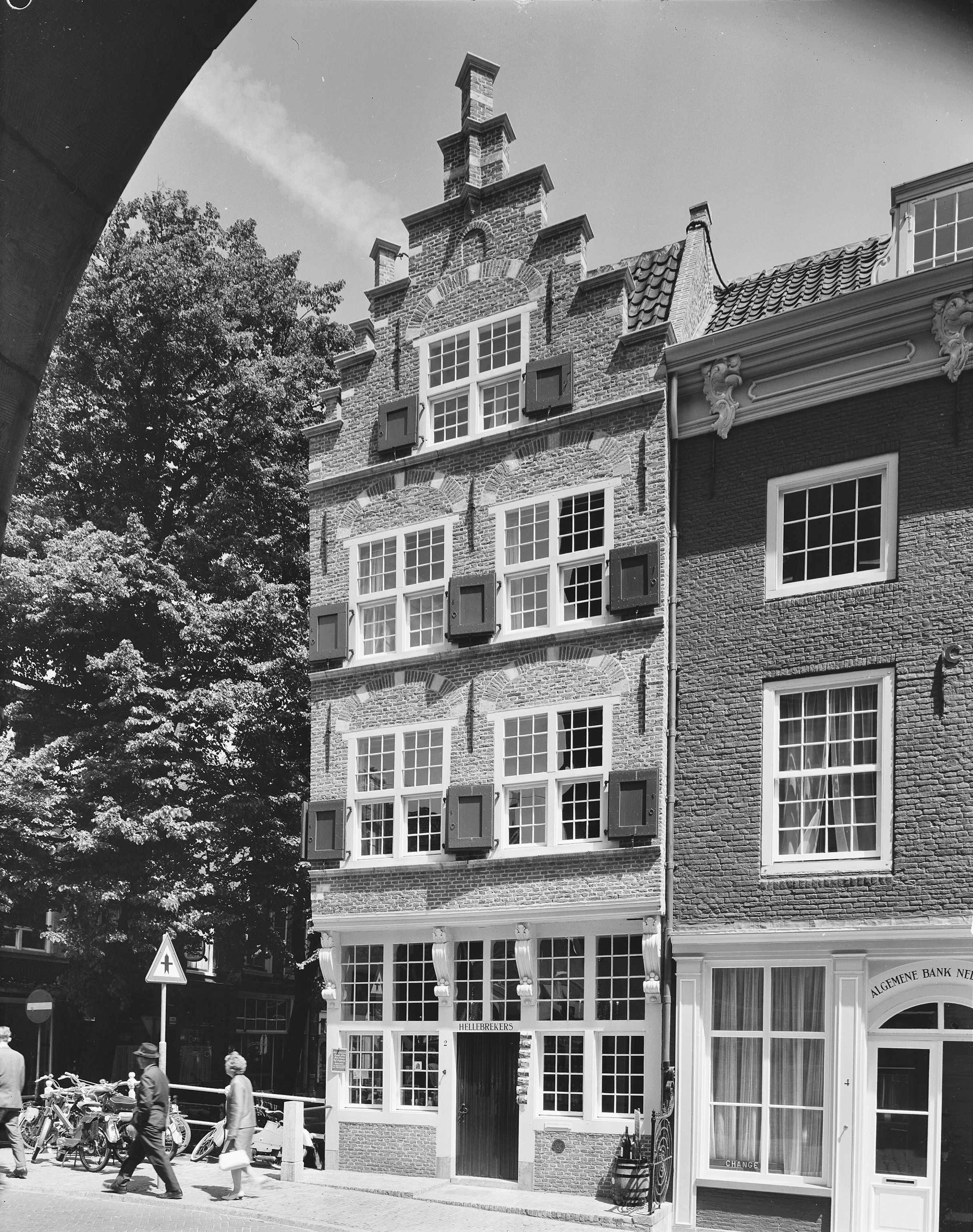
Voorgevel, trapgevel, vensters met roedenverdeling en luiken, muurankers, pui met consoles
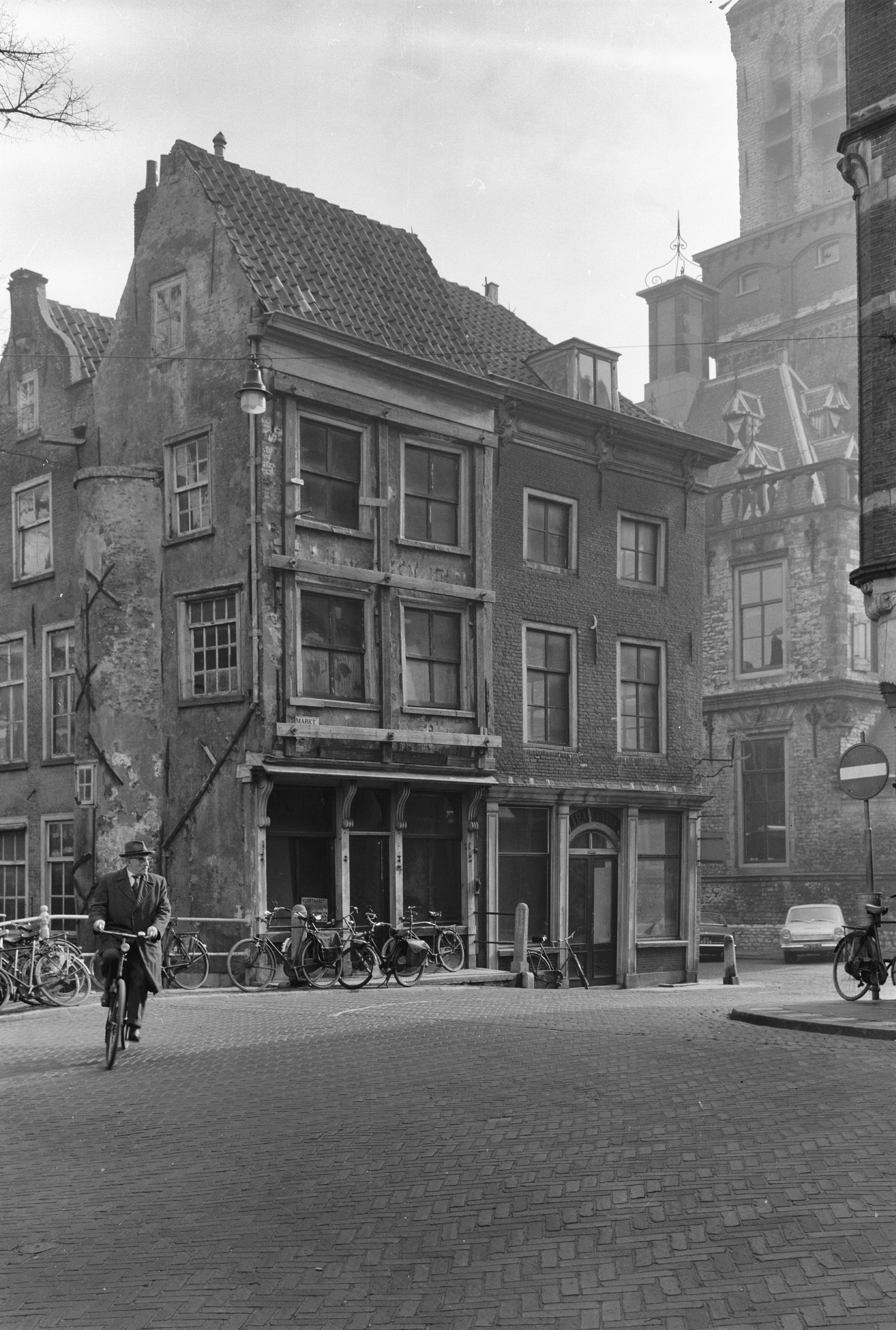
De gevel voor de restauratie in 1964
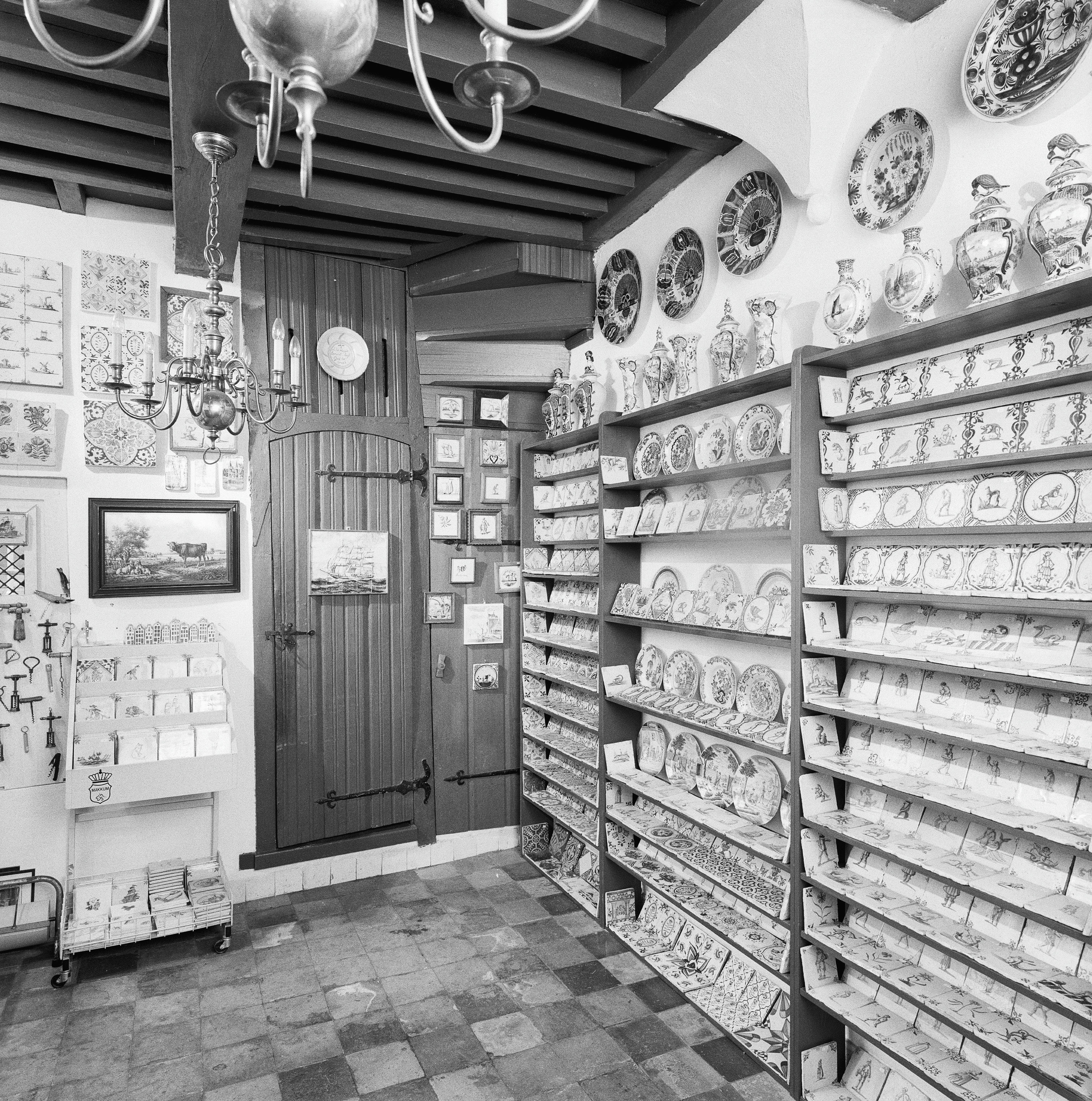
Het interieur van de begane grond (1995)